# Paul Winter (Saxophonist)

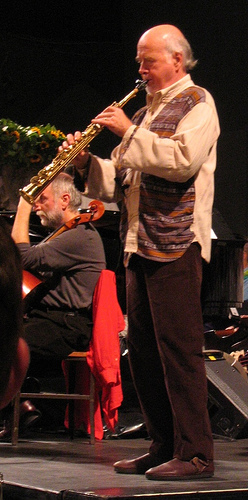
Paul Winter (2006)

Paul Theodore Winter Jr. (* 31. August 1939 in Altoona, Pennsylvania) ist ein amerikanischer Saxophonist und Bandleader.

## Biografie
Winter lernte ab dem Alter von sechs Jahren Klavier. Er wechselte zum Altsaxophon und gelangte von da aus (über das Tenorsaxophon) zum Sopransaxophon. Während seines Studiums an der Northwestern University in Chicago stellte er eine erste eigene Jazzband zusammen, die 1961 einen Universitätswettbewerb gewann und von Juror John Hammond einen Plattenvertrag erhielt. Auch wirkte er kurzzeitig an der Stelle von Paul Desmond im Quartett von Dave Brubeck.
Winter beschäftigte sich sehr früh mit den Möglichkeiten, die der Bossa Nova für den Jazz bot. 1962 ging er mit seinem Sextett für das US State Department auf Tournee durch 23 Länder Süd- und Mittelamerikas. Im gleichen Jahr war seine Band das erste Jazzensemble, das im Weißen Haus auftrat; das Programm wurde auf dem Album Jazz Premiere: Washington veröffentlicht. Aus dem Sextett entwickelte sich 1967 sein Paul Winter Consort, mit dem er sich sehr früh dem weltmusikalischen Idiom annäherte und südamerikanische, afrikanische sowie asiatische Musiktraditionen in das Spiel einbezog. Die Astronauten der Apollo 15 nahmen 1971 sein Album Road als Kassette mit auf die Reise zum Mond. Seit den späten 1970er Jahren nahm Winter eine Reihe von Platten auf, auf denen Jazzimprovisationen und Naturgeräusche kombiniert wurden. Teilweise wurden diese Aufnahmen unter Echtzeit-Bedingungen in der Natur, etwa dem Grand Canyon, aufgenommen, teilweise improvisierte Winter auch zu zuvor aufgenommenen Geräuschen von Walen (Common Ground), Wölfen (Wolf Eyes) oder Adlern. Die Kompositionen von Winter stellen eine Synthese zwischen Ethno-Jazz und Popmusik dar. Er gilt auch als Wegbereiter der New-Age-Musik. Seine Spielhaltung auf Sopransaxophon ist von einem coolen Zugang zur brasilianischen Musik geprägt.
Winter hat zwischen 1993 und 2010 sechsmal einen Grammy gewonnen.

## Diskografie (Auswahl)

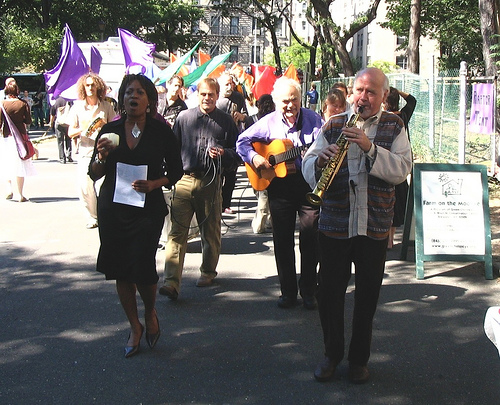
Paul Winter Consort 2005 (New York City)

### Unter eigenem Namen
- Miho: Journey to the Mountain (2010, Living Music)
- Crestone (2007, Living Music)
- Journey With the Sun (2000, Living Music)
- Canyon Lullaby (Living Music, 1997)
- Prayer for the Wild Things (Living Music, 1994)
- Solstice Live! (Living Music, 1993)
- Earth: Voices of a Planet (Living Music, 1990)
- Earthbeat (Living Music, 1987)
- Winter Song (Living Music, 1986)
- Canyon (Living Music, 1985)
- Sun Singer (Living Music, 1983)
- Missa Gaia/Earth Mass (Living Music, 1982)
- Callings (Living Music, 1980)
- Common Ground (1978, A&M Records)
- Icarus (1972, Epic)
- Rio, mit Luiz Bonfá, Roberto Menescal und Luiz Eça  (1965, Columbia)
- Jazz Meets the Bossa Nova (1962, Columbia)

### Mit anderen Künstlern
- Arto Tunçboyacıyan: Every Day Is a New Life (2000, Living Music)
- Lulie the Iceberg (1999, Sony Classical) mit Jeffrey Stock, Pamela Frank, Yo-Yo Ma
- Brazilian Days, mit Oscar Castro-Neves (1998)
- Journey to the Amazon (1997, Teldec), mit Sharon Isbin, Thiago de Mello
- Pete mit Pete Seeger (1995)
- Whales Alive, mit Paul Halley (1987)
- The Sound of Ipanema, mit Carlos Lyra (1964)

## Enzyklopädische Einträge
- Ian Carr, Digby Fairweather, Brian Priestley: Rough Guide Jazz. Der ultimative Führer zur Jazzmusik. 1700 Künstler und Bands von den Anfängen bis heute. Metzler, Stuttgart/Weimar 1999, ISBN 3-476-01584-X.
- Leonard Feather, Ira Gitler: The Biographical Encyclopedia of Jazz. Oxford University Press, New York 1999, ISBN 0-19-532000-X.
- Wolf Kampmann (Hrsg.), unter Mitarbeit von Ekkehard Jost: Reclams Jazzlexikon. Reclam, Stuttgart 2003, ISBN 3-15-010528-5.